# NGC 4433
NGC 4433 (również PGC 40894) – galaktyka spiralna z poprzeczką (SBab), znajdująca się w gwiazdozbiorze Panny. Odkrył ją John Herschel 16 marca 1828 roku.
W galaktyce tej zaobserwowano supernową SN 2010bk.